# Gheaba, Prahova
Gheaba (mai vechi, Ghiaba) este un sat în comuna Măneciu din județul Prahova, Muntenia, România.
În 1956, localitatea avea 1524 de locuitori.